# Dansevise
"Dansevise" ("Balada para dançar") foi a canção vencedora do Festival Eurovisão da Canção 1963 que teve lugar em Londres em 23 de março desse ano. Essa canção representou a Dinamarca e foi interpretada em dinamarquês pelo duo formado pelo futuro casal Grethe (voz) e Jørgen Ingmann (guitarrra) (separados em 1975). Foi a oitava canção a ser interpretada na noite do evento, a seguir à canção finlandesa "Muistojeni laulu", cantada por  Laila Halme e antes da canção jugoslava "Brodovi", interpretada por Vice Vukov. Terminou a competição em 1.º lugar, tendo recebido um total de 42 pontos. Foi a primeira vitória de um duo no Festival Eurovisão da Canção, bem como a primeira vitória de uma canção escandinava e a única em dinamarquês. No ano seguinte, em 1964, a Dinamarca foi representada  por  Bjørn Tidmand que interpretou a canção "Sangen om dig". A banda dinamarquesa Outlandish fez uma cover da canção chamada "Kom igen" que surgiu na banda sonora/trilha sonora do  videojogo FIFA 07. 

## Autores
- Letrista:  Sejr Volmer-Sørensen
- Compositor: Otto Francker
- Orquestrador: Kai Mortensen

## Letra
A canção é uma música moderadamente up-tempo no qual a cantora hinos de louvores a dança, especificamente com o seu " querido amigo ".

## Outras versões
O duo gravou também a canção em inglês e alemão
- "I loved you (inglês)
- "Der Sommer ging vorüber" (alemão)
- nova versão (1965) (inglês) [3:10]
- versão instrumental [3:10]